# You, You're a History in Rust
You, You're a History in Rust es el quinto álbum de Do Make Say Think. Fue lanzado el 12 de febrero de 2007 en Europa y el 26 de febrero en el resto del mundo. Es el primer disco de la banda en utilizar voces cantadas. No obstante, éstas no son realizadas por la banda.
El 20 de diciembre de 2006, el álbum fue enteramente filtrado a Internet.

## Lista de canciones
| N.º   | Título                     | Duración |  |
| 1.    | «Bound to Be That Way»     | 7:36     |  |
| 2.    | «A with Living»            | 9:08     |  |
| 3.    | «The Universe!»            | 5:03     |  |
| 4.    | «A Tender History in Rust» | 5:07     |  |
| 5.    | «Herstory of Glory»        | 5:18     |  |
| 6.    | «You, You're Awesome»      | 3:36     |  |
| 7.    | «Executioner Blues»        | 8:38     |  |
| 8.    | «In Mind»                  | 4:00     |  |
| 48:26 |                            |          |  |

## Intérpretes

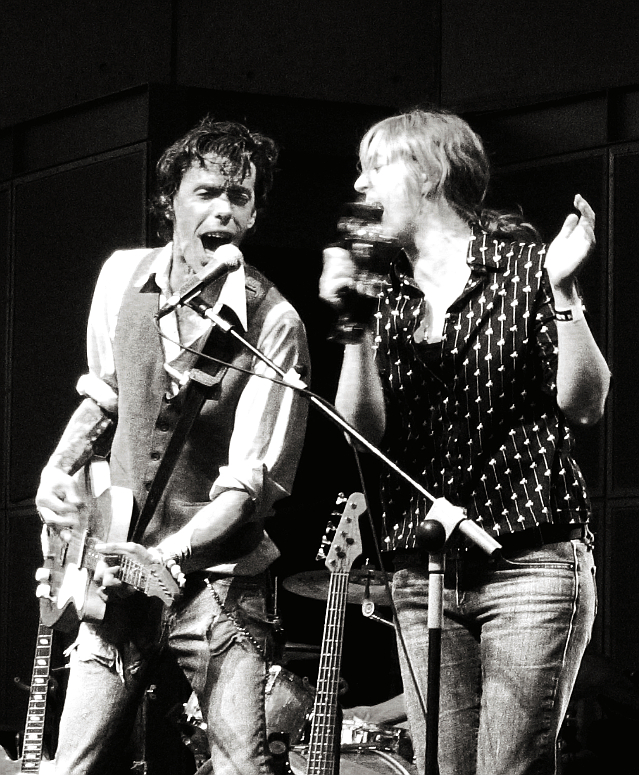
Justin Small y Julie Penner cantando durante una presentación en vivo de Do Make Say Think en el Día de Canadá.

### Do Make Say Think
- Ohad Benchetrit – guitarra eléctrica, bajo, saxofón, flauta
- David Mitchell – batería
- James Payment – batería
- Justin Small – guitarra eléctrica, bajo, teclados
- Charles Spearin – guitarra eléctrica, bajo, trompeta

### Otros músicos
- Julie Penner - violín, trompeta
- Jay Baird - saxofón
- Brian Cram - trompeta
- Jason Tait – vibráfono
- Deekus – marimba
- Alex Lukashevsky – voces
- Tony Dekker – voces
- Jimmy Anderson – sierra musical
- Liyat Benchetrit – piano
- Akron / Family (Seth, Ryan, Dana, Miles) – voces

### Técnicos
- Do Make Say Think – productor
- Katia Taylor – fotografía de tapa y contratapa
- James Payment – fotografía "Bike"
- Eleanor Kure – fotografía "Buddy" (perro)
- Yochana Benchetrit – pintura
- Ananuku Kolar – diseño de arte